# Jerry Franck
Jerry Franck (Luxemburgo, 16 de abril de 1986) é um cineasta luxemburguês. Como reconhecimento, foi nomeado ao Oscar 2016 na categoria de Melhor Documentário em Curta-metragem por Chau, Beyond the Lines.